# Guillaume de Saulx
Guillaume de Saulx, född 1553, död 1637, var en fransk ädling. Han var son till Gaspard de Saulx.
de Saulx, som var ståthållare i Bourgogne, var, liksom brodern Jean, anhängare av ligan, men anslöt sig redan 1589 till Henrik IV. Han författade memoarer, vilka utgör en värdefull källa för Frankrikes historia 1560–1596.